# Réparation navale
La réparation navale est, en général, le processus consistant à réparer la structure d'un navire ou d'un matériel à bord, à la suite de dégâts causés par un abordage, un échouage, un talonnage etc., ou à la suite d'une usure normale causée par des frictions ou de la corrosion. Cependant, elle peut reprendre aussi le processus consistant à modifier un navire.
Le premier site de réparation navale français est celui de Brest qui est géré par la Chambre de commerce et d'industrie de Brest.

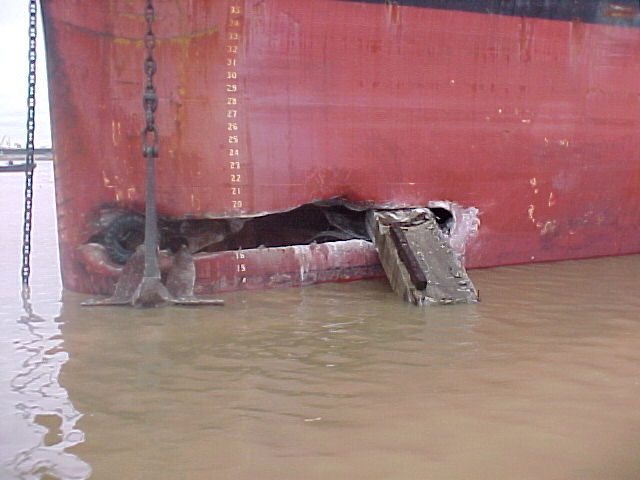
Déchirure d'une étrave.
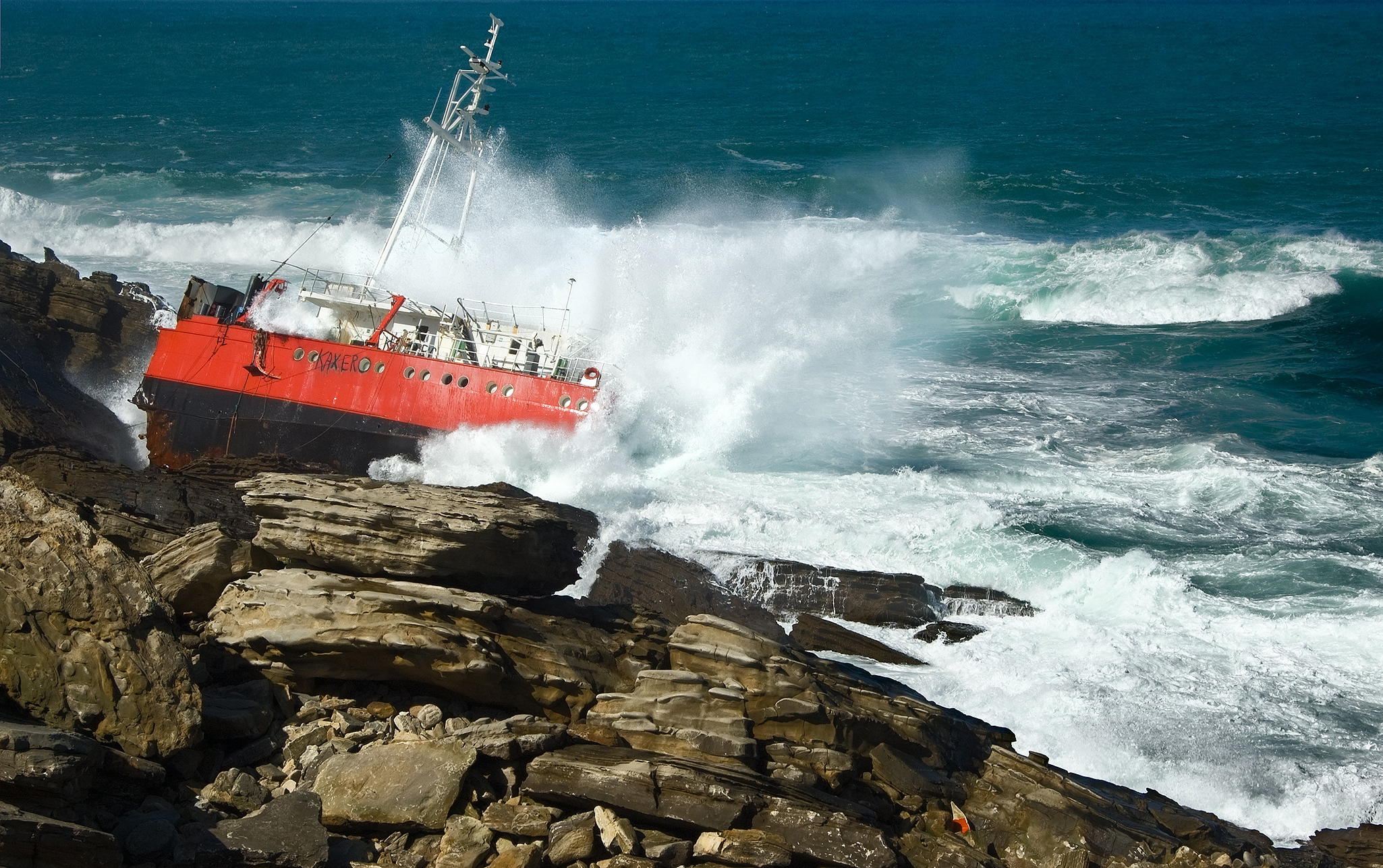
Echouage à la suite d'une tempête.
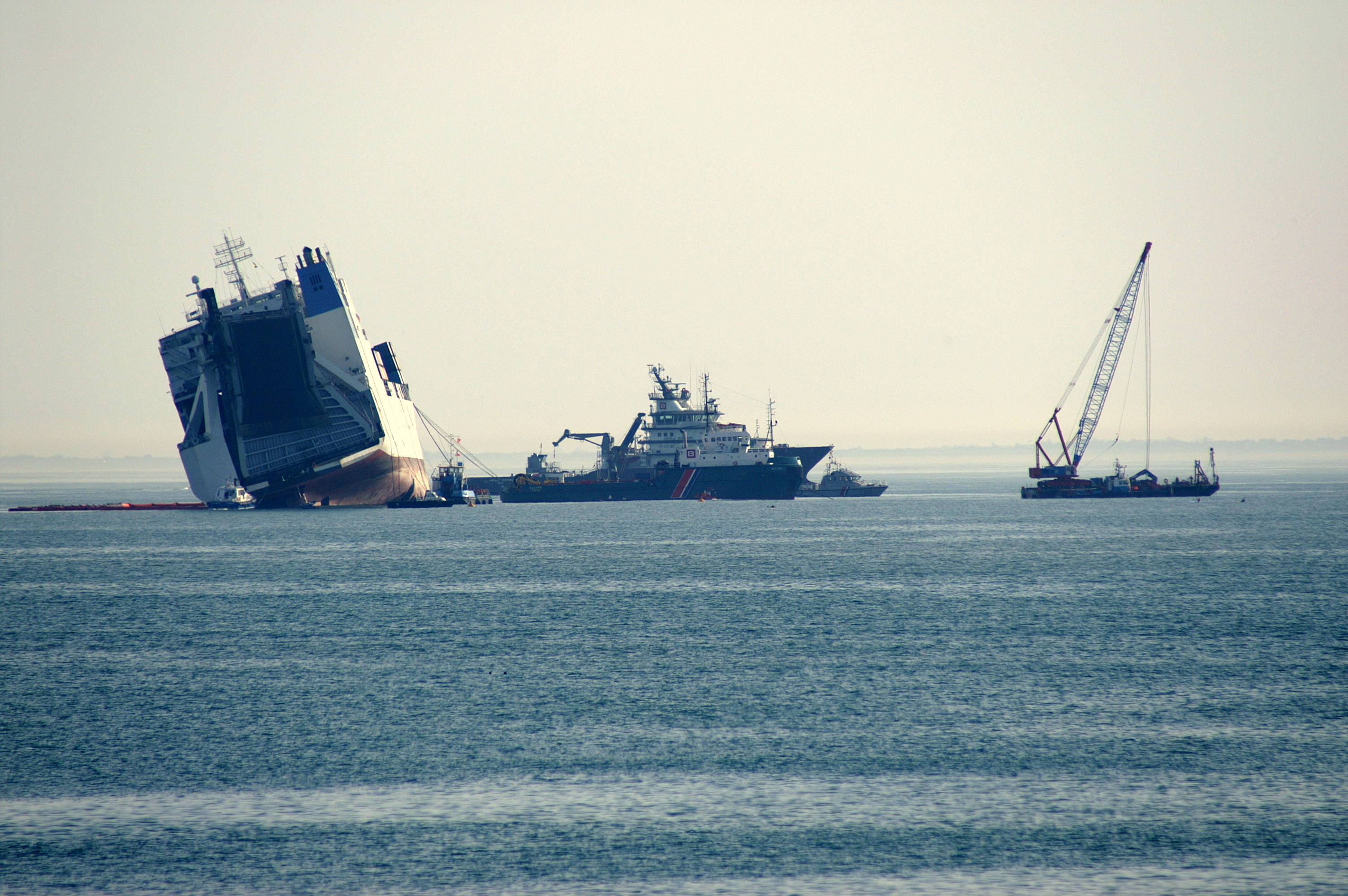
Travaux à la suite d'un échouement.
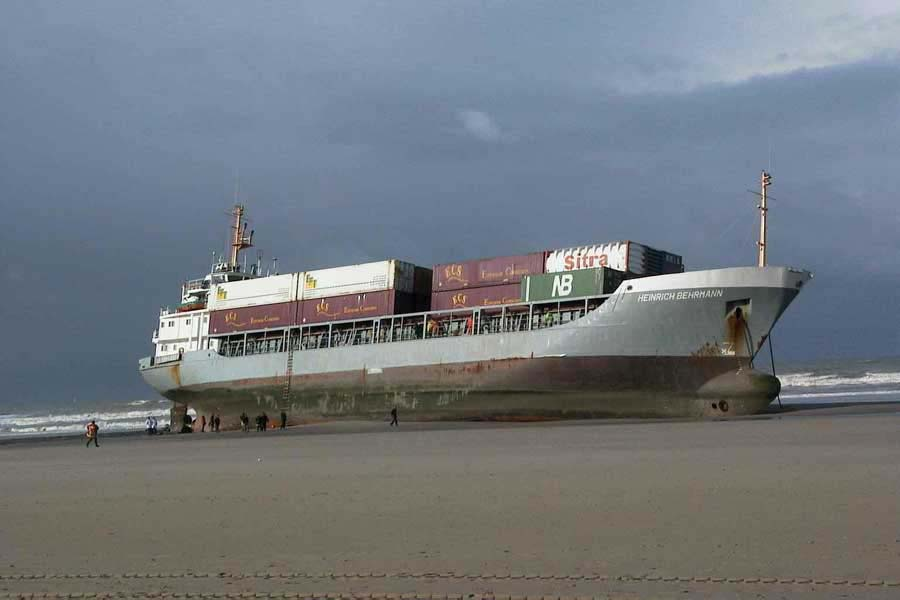
Porte-conteneurs Echoué sur une plage.

## Importance du secteur
La réparation navale représente un secteur important du transport maritime. Elle occupe à peu près 25 % de la main d'œuvre des chantiers navals.

## Domaine d'application
Celle-ci concerne tous les types de navires, du plus petit yacht au plus grand vraquier ou porte-conteneurs. Il faut bien sûr faire la différence entre les coques synthétiques (polyester), les coques en bois et les coques métalliques.

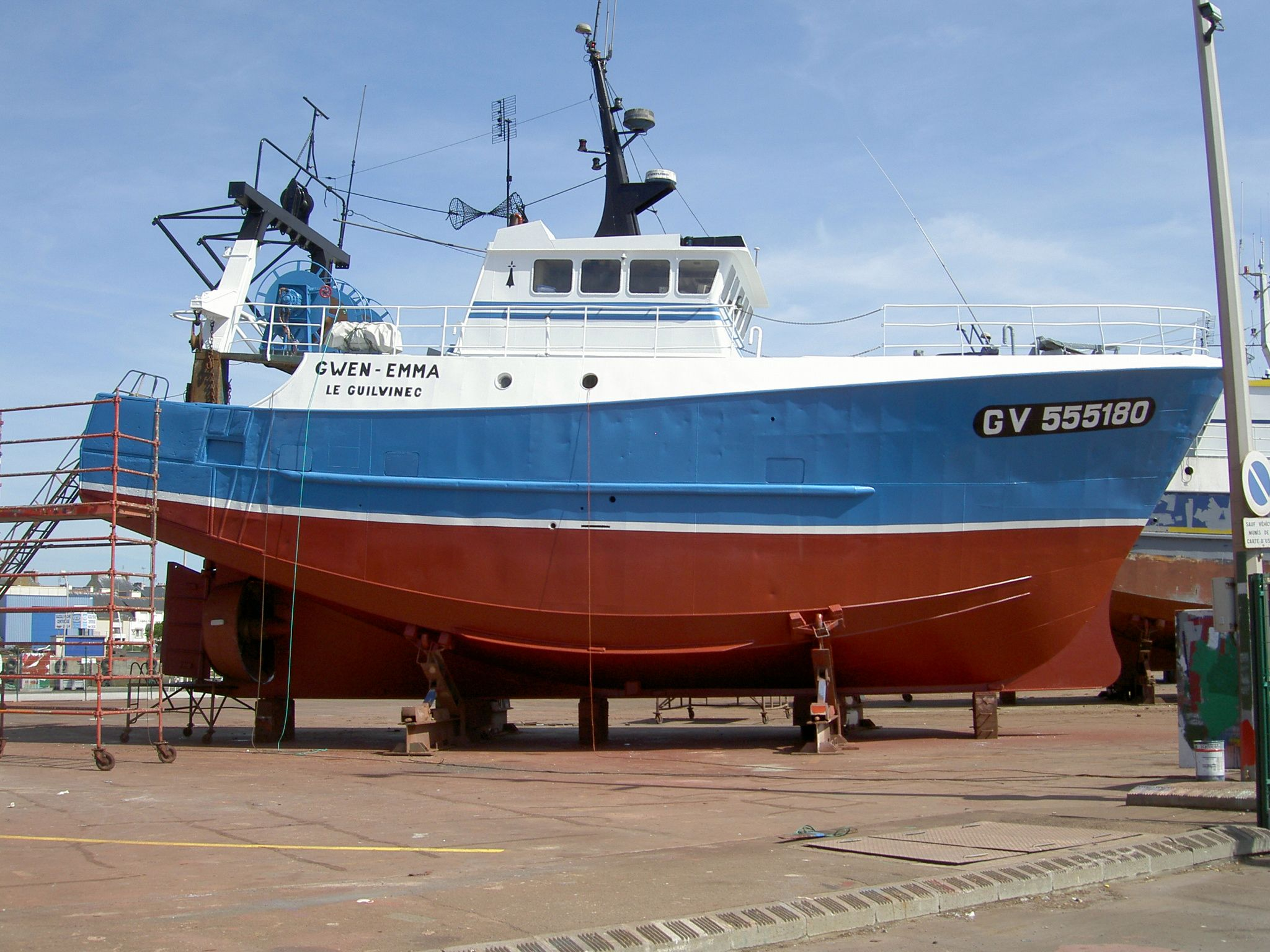
Maintenance d'un chalutier sur le terre plein au Guilvinec.
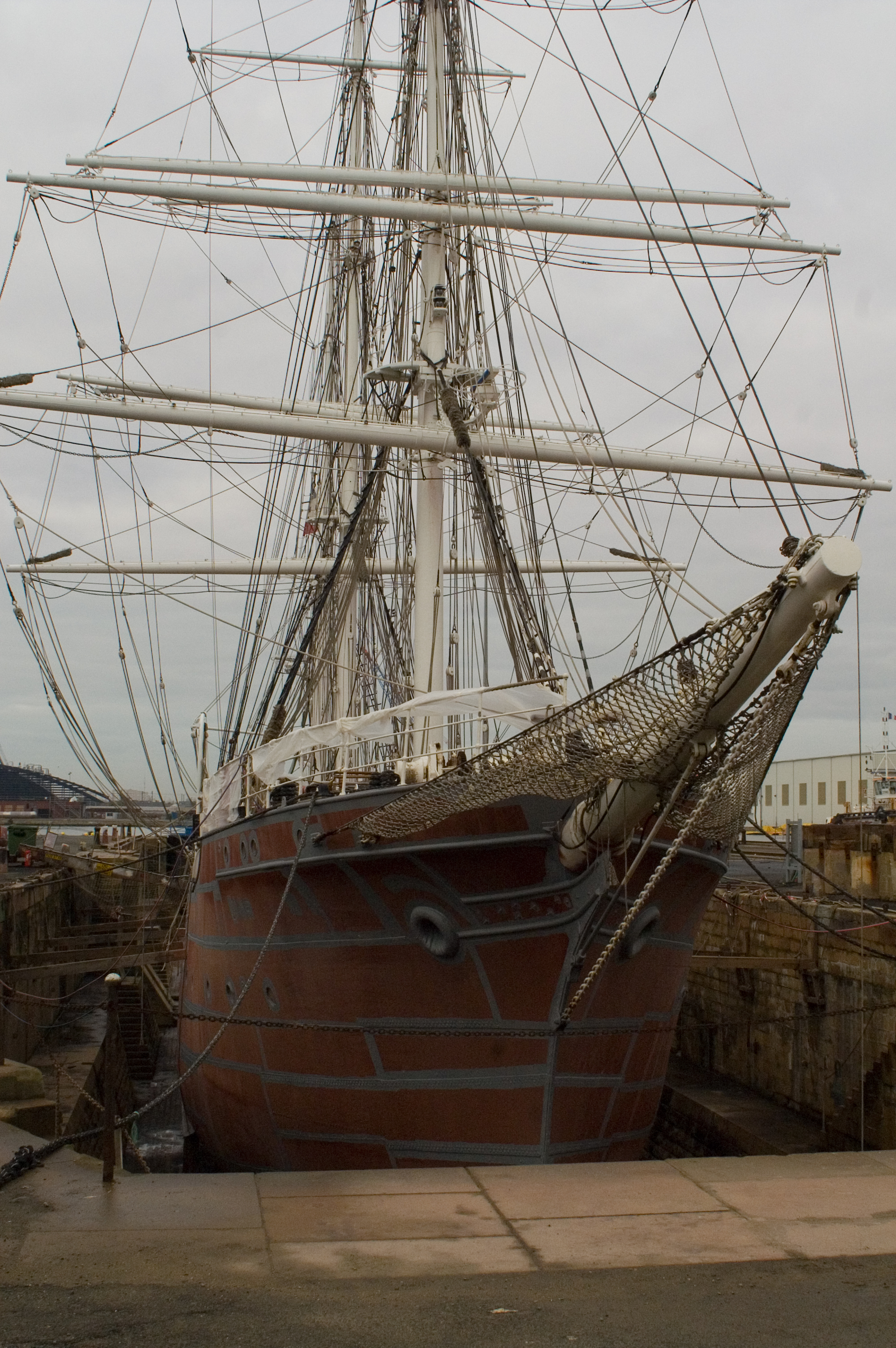
Grand Voilier en cale sèche.
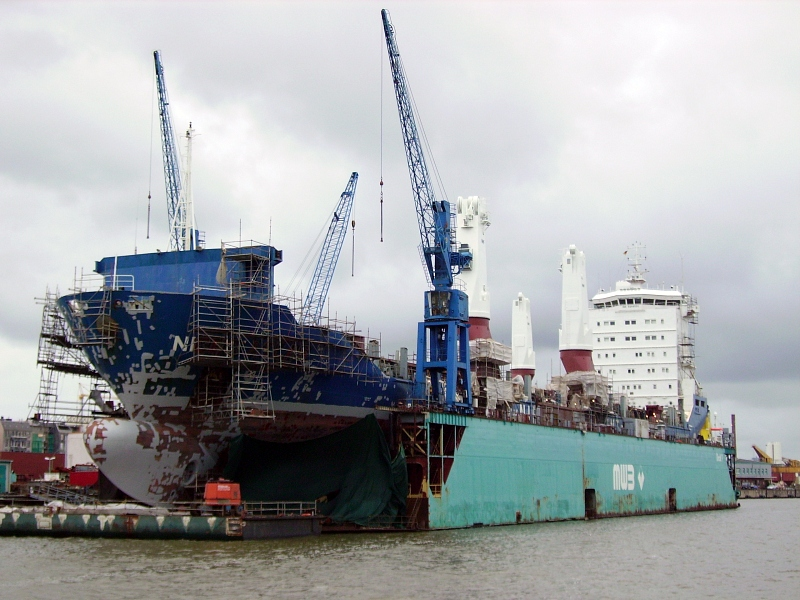
Cargo marchand en réparations dans un dock flottant.

## Quatre subdivisions

### La réparation navale à proprement parler

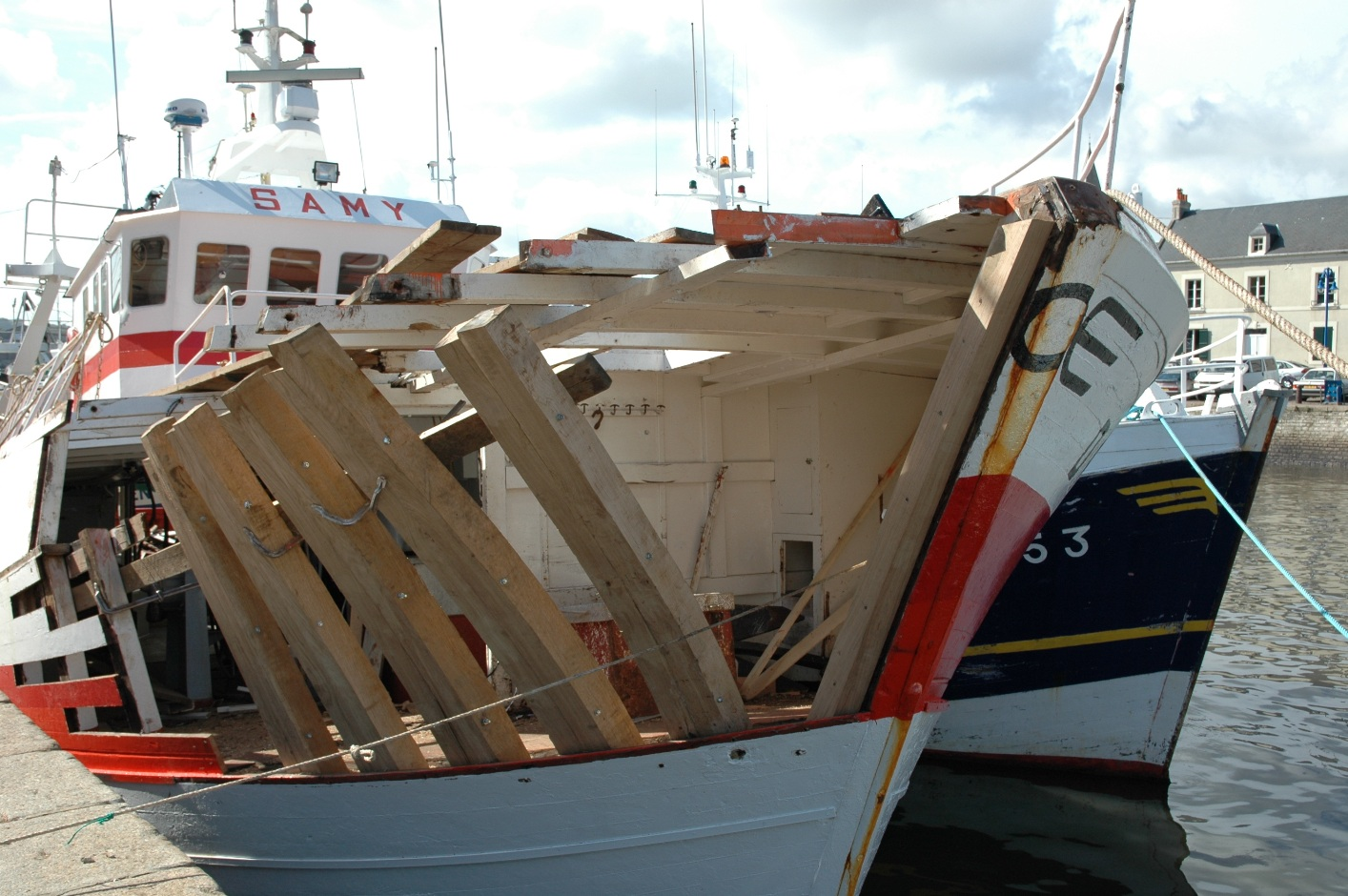
Réparation de l'étrave d'un chalutier en bois

Couramment utilisée, mais reste plus rentable que la vente du navire à une société de démolition. Cette façon dépend de l'état d'amortissement de ce navire, qui varie en fonction des fluctuations économiques, du type de cargaison transportée, de l'âge du bateau et surtout des frais de réparations, dans le cas de grosses avaries.

### La maintenance et les contrôles qui l'accompagnent
L’opération de maintenance la plus fréquente, de par son caractère obligatoire, est la mise en cale sèche d'un bateau. Elle se pratique tous les 5 ans, l'intermédiaire pouvant être remplacée par une inspection sous-marine. Le temps maximal autorisé entre deux cales sèches est de 3 ans.
Certains contrôles et entretiens si nécessaire, peuvent cependant être faits par l'équipage durant un voyage ou dans un port, comme, par exemple, le nettoyage des citernes, bouchains, puisards et autres crépines servant à l'épuisement ou à l'assèchement de compartiments où un risque d'accumulation de matières inflammables est présent, ou encore la réfection de la peinture sur des parties facilement accessibles. Lorsque les ouvriers ne vont pas travailler dans les citernes (ex: tanker), il est alors nécessaire de les inerter, à l'aide d'un mélange d'azote ou de gaz d'échappement, pour limiter tout risque d'explosion, en particulier lors d'un travail de soudure.
Lors de l'arrêt technique, les travaux de maintenance qui ne peuvent pas être faits en exploitation, sont réalisés par un chantier (appareil propulsif, ligne d'arbre, auxiliaires, électricité, tuyauterie, citernes pour les pétroliers, cuves pour les gaziers, etc.). Un arrêt technique classique de gros navire dure en général de 10 à 12 jours calendaires (pétroliers 150 à 200 000 TDW) à 21 jours calendaires (LNG 130 000 m3, LNG = Liquid Natural Gas).

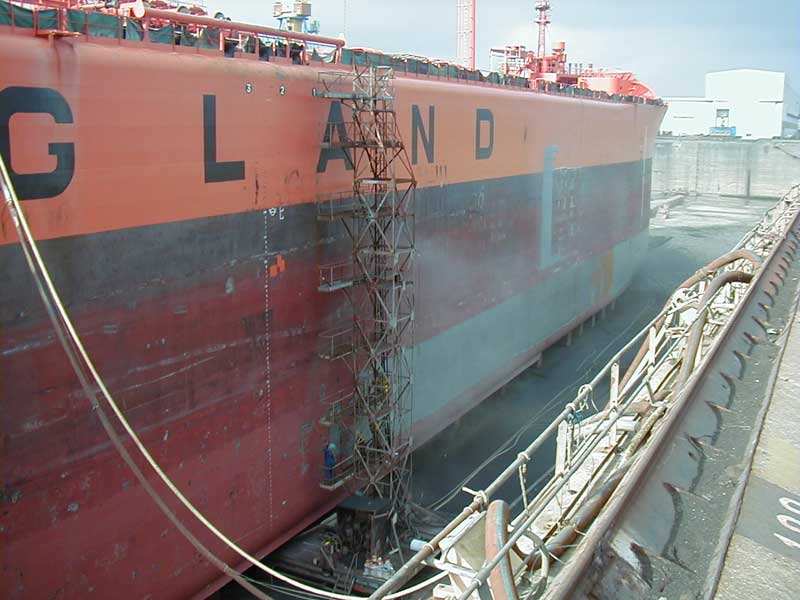
Sablage d'une coque

D'autres contrôles, par contre, doivent impérativement se faire en cale sèche, tels que :
- Une réfection totale de la peinture afin de diminuer la corrosion et l'accrochage de parasites (mollusques, algues, etc.) sur la coque, ces derniers pouvant augmenter la consommation et provoquer un ralentissement de 10 % (on utilise dans ce cas une peinture dite « anti-fouling »). Cette réfection est précédée d'un piquage et d'un décapage des tôles. Ces opérations peuvent être effectuées de façon manuelle ou à l'aide de machines électriques ou pneumatiques. Elles peuvent mettre en œuvre la projection d'eau sous haute pression (150-500 bars) pour le nettoyage, de l'eau sous très haute pression THP (2000 à 2500 bars) pour le décapage à nu de l'acier de la coque, un système appelé grenaillage (shot-blasting) ou le sablage (grit blasting) qui projette un matériau abrasif propulsé par de l'air comprimé entre 7 et 10 bars. La combinaison eau + matériau abrasif, alliant ainsi vitesse et absence de poussières n'est utilisé que dans des cas spécifiques.
- Une vérification complète de la structure du navire et de toute autre partie subissant des contraintes mécaniques, ces dernières étant par exemple des compressions et des torsions induites par les chargements et déchargements successifs de la cargaison et par les contraintes dynamiques dues au déplacement du navire dans l’eau. Le risque de déformation augmente avec l'âge du navire, les conditions météorologiques qu'il subit, la durée des voyages et la densité de la cargaison. Il faut donc prêter une attention particulière aux ancres, câbles et treuils, à l'hélice et à son arbre, au gouvernail et aux groupes de pompage (ballast, cargaison, etc.).
- Un contrôle de l'épaisseur des tôles (bordé extérieur, double-fond et ponts) par ultra-sons. Les parties subissant des ragages doivent être plus surveillées, telles que les flancs à la suite des accostages, les tôles sous écubiers lors des mouillages et le fond à cause des échouages (et à plus forte raison en cas d'échouements). Et, dans le cas des vraquiers, le fond des cales qui peut être endommagé par les pelleteuses lors du déchargement. Il faut toujours être vigilant à la rouille des murailles, du plafond de ballast, des cloisons de citernes et des soutes car elle peut conduire à l'affaiblissement voire carrément à des perforations dans les tôles.
- Une inspection visuelle détaillée de la structure, recherchant particulièrement les déformations et les fissures.
- Le remplacement des anodes passives (anodes en zinc), ou la vérification des anodes actives (protection cathodique, en anglais Impressed Current Anodes). Leur rôle est d’empêcher la corrosion des parties métalliques par les effets galvaniques qui sont une conséquence des contacts entre matériaux différents en milieu salin, par exemple cuivre de l'hélice et acier des supports.

### La transformation du navire

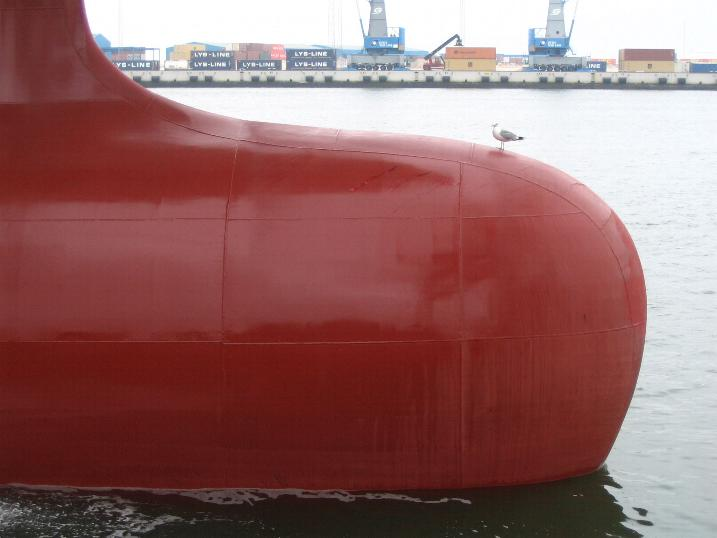
Bulbe d'étrave

Celle-ci peut être effectuée dans un but d'agrandissement, d'amélioration des performances, de respect de la tendance du marché du transport par adaptation de la configuration au transport d'autres marchandises ou bien encore dans le but de répondre aux nouvelles normes écologiques et de sécurité. Un exemple d'amélioration technique, dans les années 70, après plusieurs chocs pétroliers, l'énergie devenant de plus en plus chère, les armateurs cherchèrent à faire des économies par des modifications de leurs navires, comme le bulbe d'étrave, qui permet l’augmentation de la vitesse de croisière, tout en diminuant la consommation de carburant.

### Les essais
Après toute réparation ou modification, le navire doit être essayé (en particulier la pièce concernée) pour s'assurer que tout fonctionne correctement. Ces tests sont effectuées par des services compétents comme des agences gouvernementales, des équipes propres au chantier, des agences indépendantes, l'armateur, etc.

## Le matériel
Dans un chantier naval, on trouve tout le matériel permettant de lever, isoler, etc., le navire ou certains de ses composants, par exemple :
- Un élévateur à bateau (ex: 1200 tonnes).
- Une cale sèche (ex: 195m de long et 27m de large).
- Un bassin de radoub (ex: 420m de long et 80m de large).
- Des grues sur rails (ex: 80 ou 150 tonnes).
- Des grues flottantes (ex: 60 ou 120 tonnes).
- Un dock flottant (ex: capacité de levage de 60 000 tonnes).

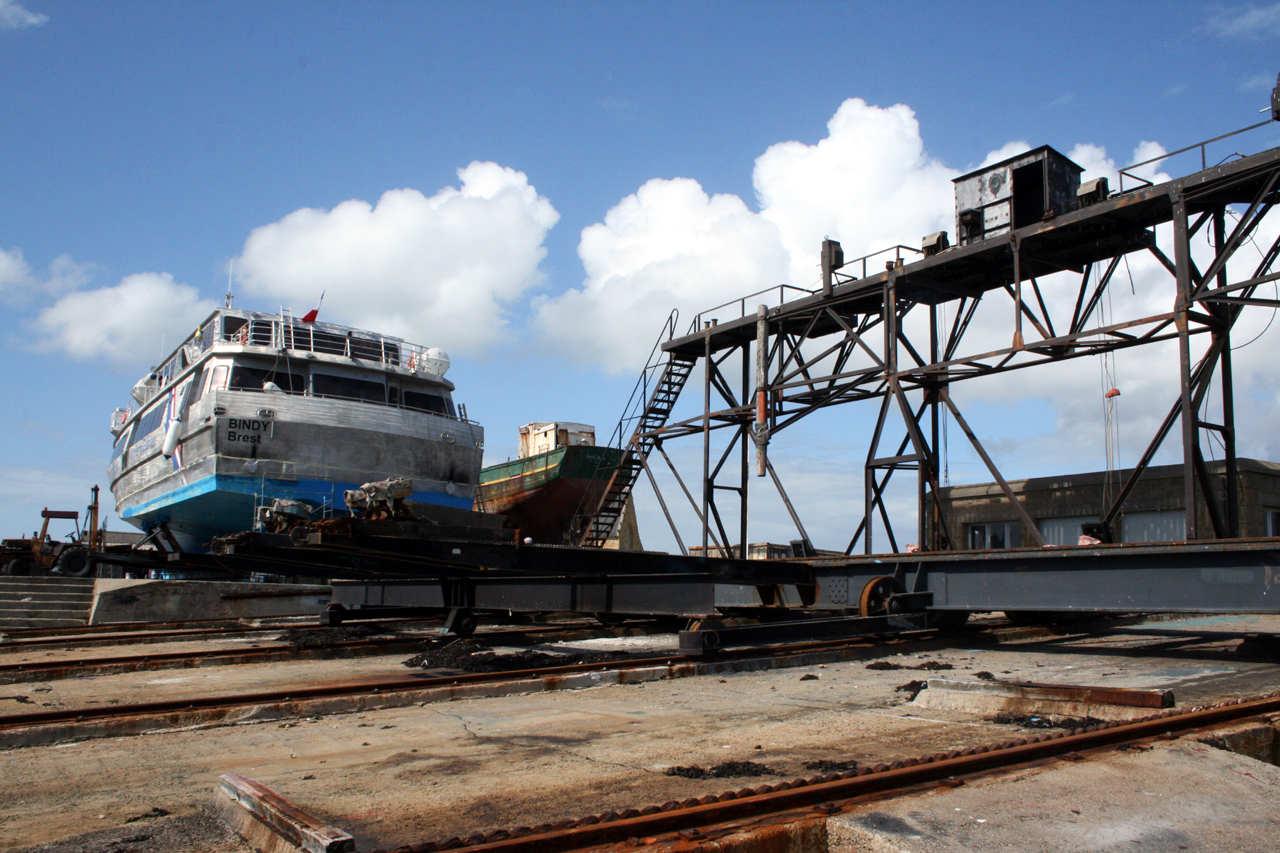
Chantier naval avec Slipway
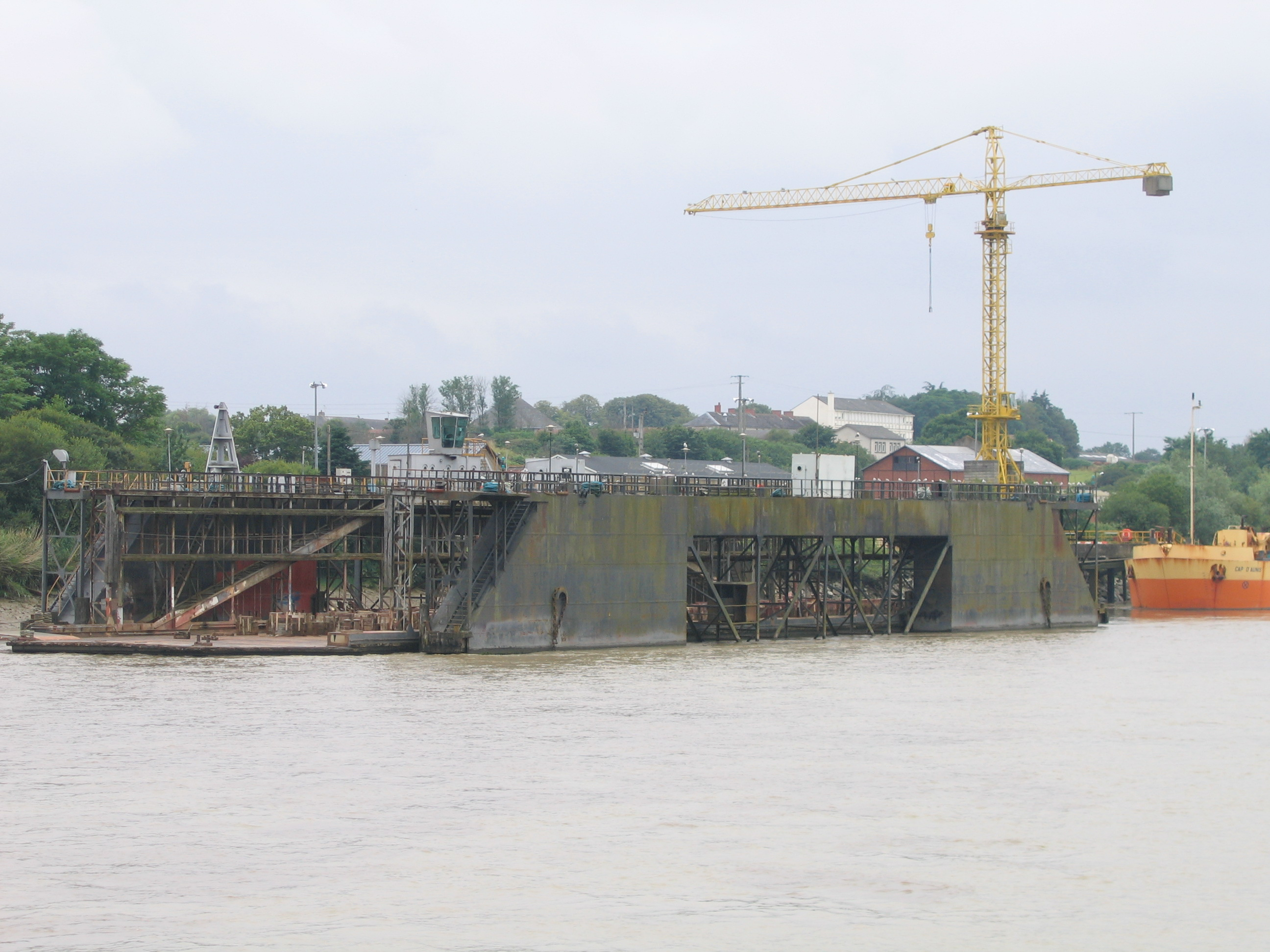
Dock flottant
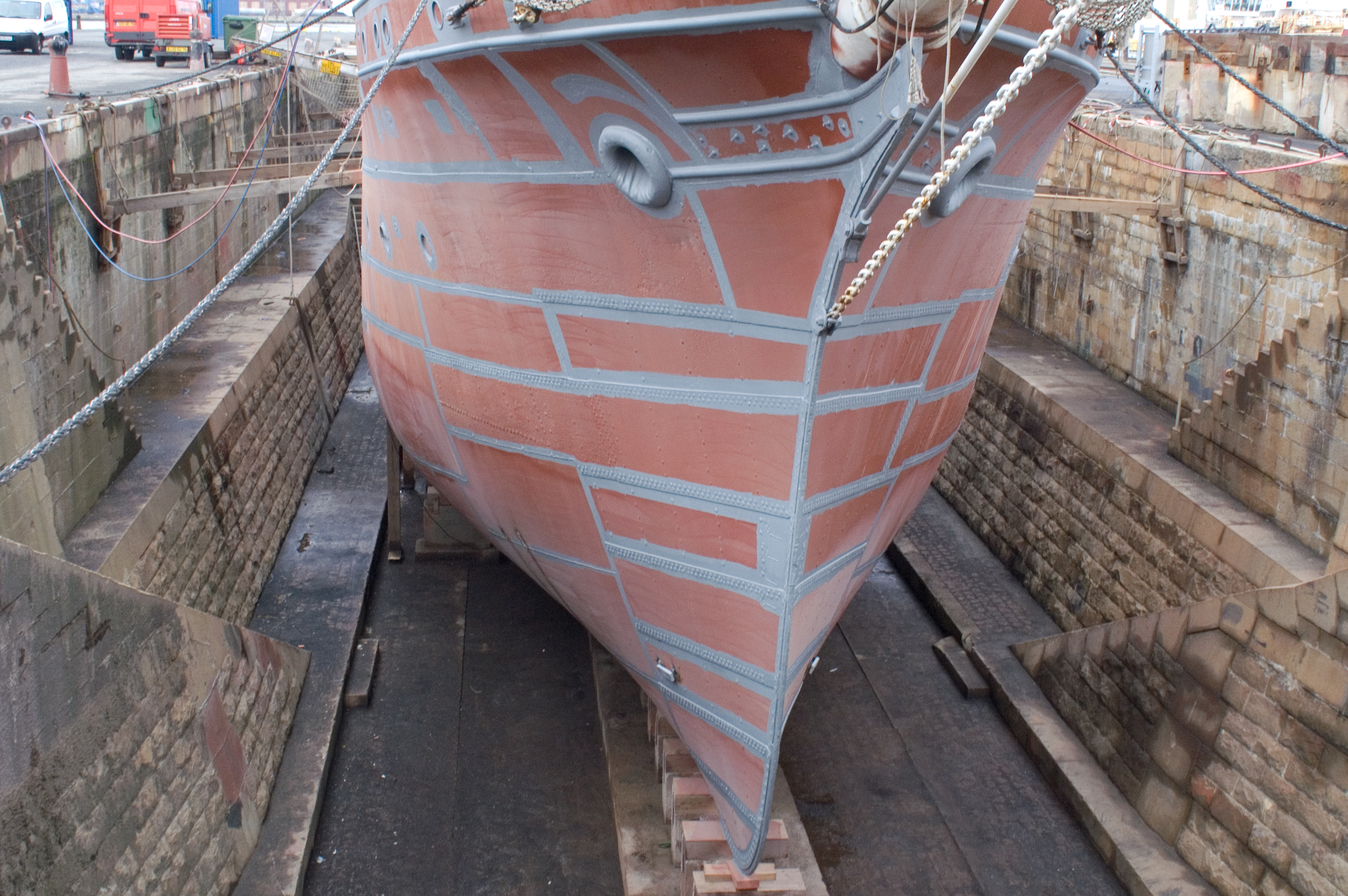
forme de radoub ancienne - cale sèche

## Les risques pour la santé et les préventions
La construction et la réparation navales font partie des industries les plus dangereuses.
Comme d'autres types d'industries, les chantiers navals ont mis en place des Plans de Prévention (par exemple MANUEL HSE) afin de :
1) répertorier les risques inhérents à leur métier. 
2) mettre en œuvre des procédures adaptées pour travailler en sécurité.
Par ailleurs des Plans de Coordination et/ou "Check-List" sont systématiquement mis en œuvre avant le début des travaux et mis à jour régulièrement (au moins quotidiennement en réparation navale).

### Au niveau physique, les ouvriers sont exposés
- aux écarts extrêmes de température et aux différences climatiques dans les travaux extérieurs;
- aux risques d'électrocution;
- aux problèmes liés à la manipulation de matériel lourd et encombrant.

### Au niveau chimique, ils doivent être protégés
- des poussières provenant du sablage ;
- des fumées et gaz émanant des opérations de soudage, brûlage, etc. ;
- du risque d'anoxie (manque d'oxygène) résultant d'oxydation dans des compartiments fermés ou de présence d'autres gaz (gaz inerte, hydrocarbures, gaz de soudage, etc.) ;
- des diverses substances toxiques provenant des divers produits chimiques utilisés (matériaux isolants, peintures, solvants, huiles, graisses, pigments, résines, etc.).

L'application stricte des procédures en vigueur doit normalement éviter l'exposition à l'amiante - risque amiante surtout sur les navires anciens.

### Préventions
Il est donc souvent obligatoire de porter un équipement respiratoire approprié et une protection intégrale, et toujours obligatoire de porter un casque, des gants et des chaussures de sécurité. La plupart des travaux étant très bruyants, le port d'une protection auditive peut être indispensable. Le risque de lésions oculaires étant très présent (ultraviolet, infrarouge, poussières, éclats et produits chimiques) il est souvent exigé une protection adéquate.